# Oxytropis trichophora
Oxytropis trichophora är en ärtväxtart som beskrevs av Adrien René Franchet. Oxytropis trichophora ingår i släktet klovedlar, och familjen ärtväxter. Inga underarter finns listade i Catalogue of Life.